# Oleśnica-Folwark
Oleśnica-Folwark – wieś w Polsce, w województwie wielkopolskim, w powiecie słupeckim, w gminie Zagórów.
Do 2023 miejscowość była częścią wsi Oleśnica.
W latach 1975–1998 Oleśnica-Folwark należała administracyjnie do województwa konińskiego.